# 川崎正一
川崎 正一（かわさき しょういち、1883年（明治16年）2月7日 - 没年不詳）は、大阪府岸和田市長。農学者。

## 経歴
大阪府泉南郡沼野村（現在の岸和田市）出身。1904年（明治37年）、東京帝国大学農科大学実科を卒業。栃木県立農学校教諭、和歌山県立農林学校教諭、有馬郡立有馬農林学校教諭を歴任。さらに静岡県農事試験場技師、同茶業組合連合会技師、京都府農業技師、同農事試験場技師を務めた。
帰郷後の1922年（大正11年）、岸和田市会議員に当選。さらに大阪府会議員、同参事会員に選ばれた。
1933年（昭和8年）から1936年（昭和11年）まで岸和田市長を務めた。
その他、大阪府農会副会長、泉南畜産組合長などを務めた。